# Goran Šprem
Goran Šprem (* 6. Juli 1979 in Dubrovnik) ist ein  ehemaliger kroatischer Handballspieler. Seine Spielposition war Linksaußen.
Für die kroatische Nationalmannschaft bestritt er 109 Länderspiele, in denen er 277 Tore erzielte. Bei der Handball-Weltmeisterschaft 2007 gehörte er jedoch nur zum erweiterten Kader.
Nach Stationen bei den kroatischen Großclubs RK Zagreb und RK Medveščak Zagreb wechselte Goran Šprem am 13. Oktober 2004 zur SG Flensburg-Handewitt in die deutsche Handball-Bundesliga. Dort erhielt er hinter Lars Christiansen aber nur wenig Einsatzzeiten, sodass er sich vom 11. Februar bis zum 1. Juni 2005 an den TuS Nettelstedt-Lübbecke ausleihen ließ. Aber auch nach seiner Rückkehr zu den Flensburgern blieb er nur Ergänzungsspieler, sodass er zum 1. Juli 2006 zur MT Melsungen wechselte.
Für die MT Melsungen bestritt Šprem nur zehn Pflichtspiele, da er sich „mit der Spielphilosophie von Trainer Rastislav Trtík nicht identifizieren könne“. Zum 10. November 2006 unterzeichnete er einen Vertrag bei der HSG Nordhorn und blieb dort bis zum Zwangsabschied 2009.
Danach wechselte Goran Šprem zu RK Zagreb, wo er bis Ende der Saison 2010/11 unter Vertrag stand. Seit 26. Oktober 2011 spielte er beim VfL Gummersbach in der ersten Bundesliga. Am 31. Januar 2013 wurde sein Vertrag mit dem VfL einvernehmlich aufgelöst.
Er beendete daraufhin seine aktive Karriere und wurde Experte bei RTL Televizija.
Šprem hat eine Körperlänge von 1,84 m und wiegt 83 kg. Sein jüngerer Bruder Lovro Šprem ist ebenfalls Handballspieler.

## Erfolge
- Olympiasieger 2004
- Weltmeister 2003
- Vize-Weltmeister 2005 und 2009
- Vize-Europameister 2008
- 8× kroatischer Meister
- 6× kroatischer Pokalsieger
- EHF-Pokal 2008